# Dennis Panipitchai
Dennis Panipitchai SDB (* 27. Juli 1958 in Colachel, Tamil Nadu) ist ein indischer Ordensgeistlicher und römisch-katholischer Weihbischof in Miao.

## Leben
Dennis Panipitchai besuchte die St. Mary’s Parish School in Colachel. 1976 trat er der Ordensgemeinschaft der Salesianer Don Boscos in der Ordensprovinz Dimapur bei und absolvierte das Vor-Noviziat und von 1979 bis 1980 das Noviziat in Shillong. Am 24. Mai 1980 legte er die zeitliche Profess ab. Anschließend studierte er Philosophie am Divyadaan Salesian Institute of Philosophy in Nashik und Katholische Theologie am Sacred Heart Theological College in Shillong. Dort erlangte er einen Master of Theology. Daneben absolvierte er ein pastorales Praktikum in Kheti. Am 27. Dezember 1991 legte er die ewige Profess ab und empfing in Colachel das Sakrament der Priesterweihe.
Nach der Priesterweihe war Panipitchai zunächst ab 1992 als Studiendekan am Vor-Noviziat Rua Home in Jorhat tätig, bevor er 1995 Verwalter der Don Bosco Bible School in Kheti wurde. Im Anschluss war er von 1998 bis 2000 für die Don Bosco School in Borduria verantwortlich. Nach weiterführenden Studien erwarb er 2001 einen Master im Fach Wirtschaftswissenschaft. Danach leitete Panipitchai die Don Bosco School in Miao. Von 2004 bis 2009 war er Pfarrer der Pfarrei Mary Help of Christians in Borduria im Bistum Dibrugarh und von 2009 bis 2015 Direktor der Don Bosco School in Kohima. Daneben absolvierte er 2012 in Rom einen Kurs in Spiritueller Theologie. Von 2015 bis 2018 wirkte Panipitchai als Pfarrer der Pfarrei Mary Immaculate in Chingmeirong im Erzbistum Imphal. Darüber hinaus gehörte er bereits ab 2012 dem Provinzialrat der Ordensprovinz Dimapur der Salesianer an. Außerdem war er von 2012 bis 2016 Delegat für die Salesianische Familie in der Ordensprovinz Dimapur und anschließend deren geistlicher Berater. Im Mai 2018 wurde er Direktor und Novizenmeister der Kommunität der Salesianer in Sechii Zubza.
Am 8. Juni 2018 ernannte ihn Papst Franziskus zum Titularbischof von Aggersel und zum Weihbischof in Miao. Der emeritierte Erzbischof von Guwahati, Thomas Menamparampil SDB, spendete ihm am 2. August desselben Jahres in der Pfarrkirche Mary Help of Christians in Borduria die Bischofsweihe; Mitkonsekratoren waren der Erzbischof von Shillong, Dominic Jala SDB, und der Erzbischof von Guwahati, John Moolachira.
In der Konferenz katholischer Bischöfe von Indien (CCBI) gehört Panipitchai zudem der Kommission für die Frauen an. Ferner leitet er die Frauenkommission des regionalen Bischofsrats von Nordostindien (NERBC). Überdies ist er Mitglied des Leitungsgremiums des Oriens Theological College in Shillong.